# Currans Hill
 (août 2020).
Currans Hill est une banlieue de Sydney, dans l'État de Nouvelle-Galles du Sud, en Australie. Elle est située à 60 kilomètres au sud-ouest du quartier central des affaires de Sydney, dans la zone d'administration locale du Camden Council et fait partie de la région de Macarthur.
La région connue aujourd'hui sous le nom de Currans Hill était à l'origine le lieu de résidence des Muringong, le peuple le plus méridional des Darug. En 1805, John Macarthur a établi sa propriété à Camden où il élevait des moutons mérinos.